# Deathstalker III - I guerrieri dell'inferno
Deathstalker III è un film del 1988, diretto da Alfonso Corona. È il terzo film della serie cinematografica Deathstalker composta da quattro film diretti da vari registi.

## Trama
Medioevo. Deathstalker e il mago Nicias sono ad una festa. Durante la festa arriva la principessa Carissa con una pietra magica. Carissa spera che Nicias le mostri la città magica di Arandor di cui Nicias è l'ultimo dei discendenti. Nicias rivela che è necessaria la seconda pietra posseduta dal malvagio stregone Troxartes. Il paese in festa viene poi attaccato da Troxartes e dai suoi soldati Makut, i quali sono alla ricerca della pietra.

## Produzione
Roger Corman produsse il film in collaborazione con Robert North, la sceneggiatura fu affidata a Howard R. Cohen.

## Distribuzione
Della distribuzione se ne occupò la Concorde Pictures.